# Needham Market
Needham Market est une localité du Suffolk en Angleterre, qui comptait 4 528 habitants lors du recensement de 2011.

## Personnalités liées à la localité
- Joseph Priestley (1733-1804), pasteur à Needham Market.